# 小行星9152
小行星9152（英語：9152）是一颗围绕太阳公转的小行星。1980年11月1日，舒爾特·巴斯在帕洛马山发现了此天体。
这颗小行星的绝对星等为112.90055等。